# Fabian Wegmann

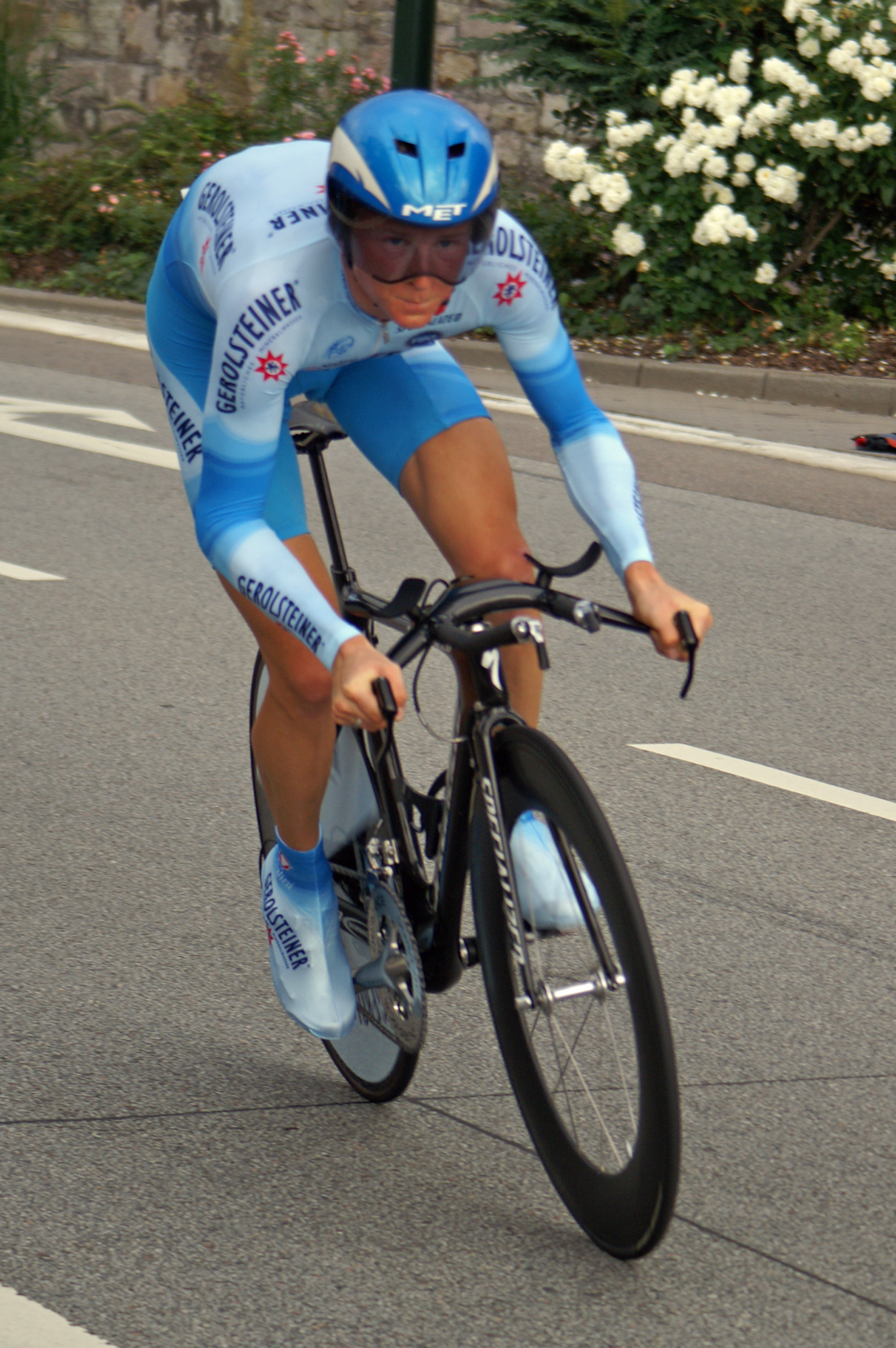
Fabian Wegmann

Fabian Wegmann (ur. 20 czerwca 1980 w Münsterze), niemiecki kolarz szosowy, zawodnik profesjonalnej grupy Cult Energy Pro Cycling.
W 2001 zdobył tytuł mistrza Niemiec ze startu wspólnego do lat 23. Od 2002 startuje w zawodowym peletonie, jego pierwszą drużyną była niemiecka Gerolsteiner. Do jego największych sukcesów można zaliczyć wygrany etap i zwycięstwo w klasyfikacji generalnej wyścigu Dookoła Saksonii (2003), zwycięstwo w klasyfikacji górskiej Giro d'Italia (2004), wygrany etap w Tour de Pologne 2005 (wyścig ukończył na 18. miejscu). Przez jeden etap Tour de France 2005 jechał w koszulce lidera klasyfikacji górskiej. W 2008 roku zdobył tytuł mistrza Niemiec ze startu wspólnego.
Potrafi świetnie finiszować i dobrze radzi sobie w górach, za to słabo jeździ na czas.

## Najważniejsze osiągnięcia
- 10. miejsce w Amstel Gold Race